# Bo Sahlin (läkare)
Bo Carl Henrik Sahlin, född 24 juli 1901 i Eslöv, död där 18 februari 1949, var en svensk läkare och företagare.
Bo Sahlin var son till Albert Sahlin och bror till Stig Sahlin. Efter studentexamen i Eslöv 1919 studerade han vid Lunds universitet, blev medicine kandidat 1923 och medicine licentiat där 1930. Han var amanuens respektive assistent vid fysiologiska institutionen i Lund 1923–1924 och 1930–1932 och utförde därvid flera vetenskapliga undersökningar, bland annat om hävande av cyanväteförgiftning, samt konstruerade en respirator för långvarig konstgjord andning särskilt vid barnförlamning. År 1936 lämnade han den medicinska banan för att bli VD i familjeföretaget Sahlins konfektionsaktiebolag i Eslöv, som tillverkade barn- och damkläder. Han var vice ordförande i Konfektionsindustriföreningen 1945–1949. Sahlin var känd som samlare av framför allt skånekonst. Han är begravd på Eslövs kyrkogård.